# Jordanië op de Olympische Zomerspelen 2016
Jordanië nam deel aan de Olympische Zomerspelen 2016 in Rio de Janeiro, Brazilië. De selectie bestond uit acht atleten, actief in zes verschillende sporten. Ahmad Abughaush schreef geschiedenis door Jordanië de allereerste olympische medaille uit de geschiedenis te bezorgen. De twintigjarige taekwondoka won in Rio de titel in de klasse tot 68 kilogram door in de finale Aleksej Denisenko uit Rusland te verslaan: 10–6. Jordanië is sinds 1980 actief op de Spelen. In 1988 won het land al twee keer brons, ook bij de vechtsport taekwondo, maar dat was toen slechts een demonstratiesport.

## Medailleoverzicht
| Sport     | Olympiër        | Discipline | Medaille |
| --------- | --------------- | ---------- | -------- |
| Taekwondo | Ahmad Abughaush | –68 kg (m) | Goud     |

## Deelnemers en resultaten
(m) = mannen, (v) = vrouwen 

### Atletiek
| Olympiër          | Discipline   | Resultaat | Prestatie |
| ----------------- | ------------ | --------- | --------- |
| Methkal Abu Drais | marathon (m) | 40e       | 2:46.18   |

### Boksen
| Olympiër        | Discipline | Resultaat | Prestatie                                                                          |
| --------------- | ---------- | --------- | ---------------------------------------------------------------------------------- |
| Obada Al-Kasbeh | –64kg (m)  | 17e       | 1ste ronde: V van CAN Biyarslanov: 0–3                                             |
| Hussein Ishaish | +91kg (m)  | 5e        | 1ste ronde: vrij 2de ronde: W van ROU Nistor: 2–1 kwartfinale: V van FRA Yoka: 0–3 |

### Judo
| Olympiër       | Discipline | Resultaat | Prestatie                               |
| -------------- | ---------- | --------- | --------------------------------------- |
| Ibrahim Khalaf | –90kg (m)  | 33e       | 1ste ronde: V van CHI Briceño: waza-ari |

### Taekwondo
| Olympiër        | Discipline | Resultaat | Prestatie |
| --------------- | ---------- | --------- | --- |
| Ahmad Abughaush | –68kg (m)  | Goud      | 1ste ronde: W van EGY Zaki: 1–9 kwartfinale: W van KOR Lee: 11–8 halve finale: W van ESP González: 12–7 finale: W van RUS Denisenko: 10–6 |

### Triatlon
| Olympiër        | Discipline | Resultaat | Prestatie                                                         |
| --------------- | ---------- | --------- | ----------------------------------------------------------------- |
| Lawrence Fanous | mannen     | 46e       | zwemmen: 18:16 wielrennen: 59:34 hardlopen: 35:47 totaal: 1:55.05 |

### Zwemmen
| Olympiër      | Discipline          | Resultaat | Prestatie                |
| ------------- | ------------------- | --------- | ------------------------ |
| Khader Baqlah | 200m vrije slag (m) | 31e       | serie 1: 1ste in 1.48,42 |
|               |                     |           |                          |
| Talita Baqlah | 50m vrije slag (v)  | 51e       | serie 6: 5de in 26,48    |